# Kurt Goldstein (Schauspieler)
Kurt Goldstein (* 16. Januar 1947; † Januar 1995) war ein deutscher Synchronsprecher und Schauspieler.

## Karriere
Goldstein war der Sohn von Kurt Julius Goldstein. Als Synchronsprecher lieh Goldstein unter anderem Morgan Freeman, Stacy Keach, Steven Seagal und Burt Reynolds seine Stimme und war in Filmen wie Basic Instinct und Platoon sowie Fernsehserien wie Mike Hammer (Fernsehserie, 1984), Die Schlümpfe und Twin Peaks zu hören. Kurz vor seinem Tod sprach er die Rolle des Zordrak ab der zweiten Staffel der Serie Der Traumstein. In der Serie Die Dinos wurde er auf bürokratische Rollen festgelegt, wie auf den Vorgesetzten vom „Ehe-TÜV“ oder diverse Polizisten. Als Schauspieler war er unter anderem in der Fernsehserie Polizeiruf 110 sowie in dem Film Die Leiden des jungen Werthers zu sehen. 

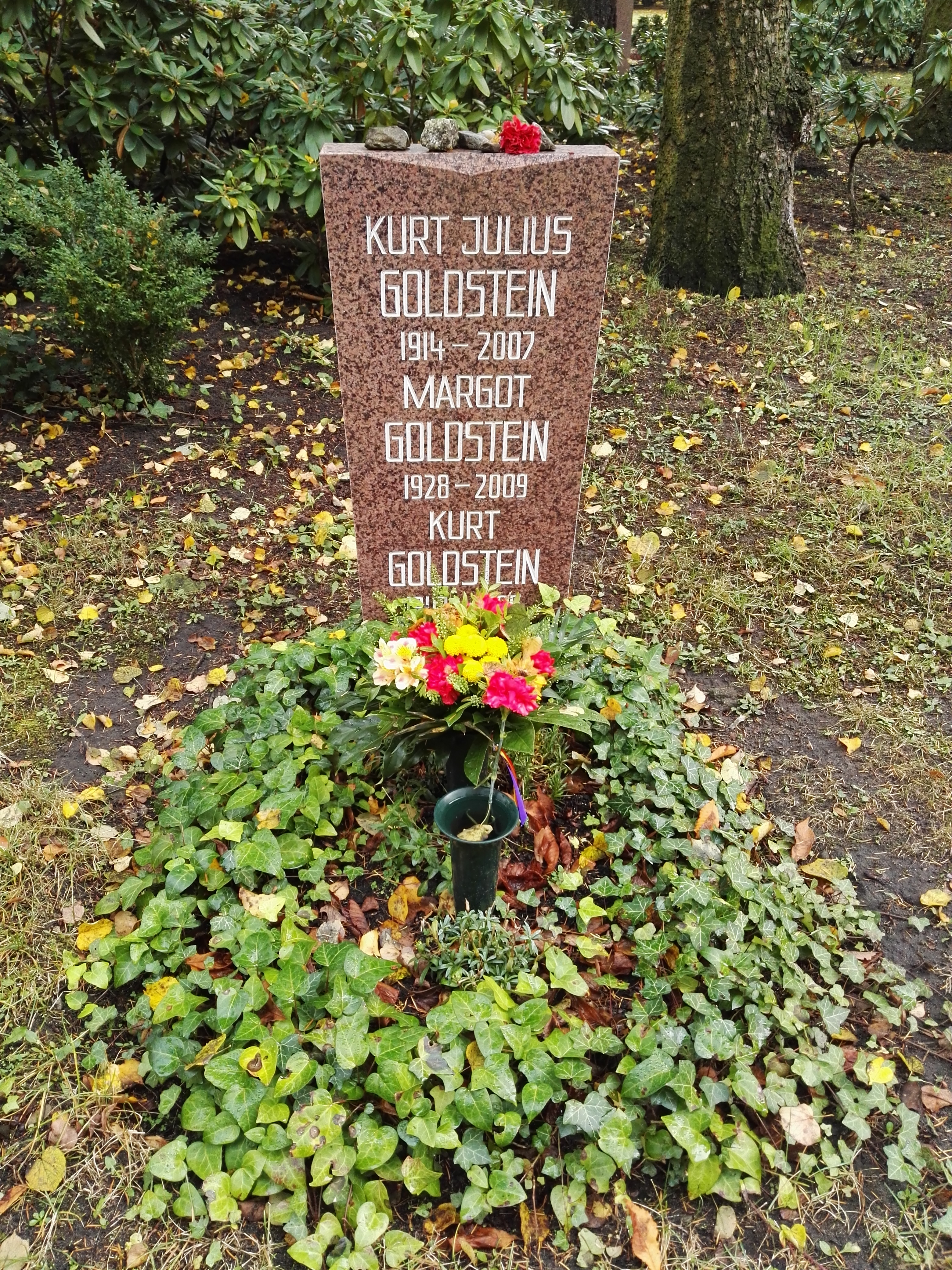
Grabstätte

Goldstein verstarb im Januar 1995 an einem Krebsleiden. Sein Grab befindet sich in der Grabanlage Pergolenweg auf dem Zentralfriedhof Friedrichsfelde, wo auch sein Vater und seine Stiefmutter beigesetzt sind.

## Synchronarbeiten

### Filme
- 1983: Frank Oz in Die Glücksritter als korrupter Polizist
- 1983: Richard Bohringer in Verheiratet mit einem Toten als Frank
- 1984: Everett McGill in Der Wüstenplanet als Stilgar
- 1985: George DiCenzo in Hordak in He-Man und das Geheimnis des Zauberschwertes (Zeichentrick)
- 1986: Tony Todd in Platoon als Sgt. Warren
- 1987: Morgan Freeman in Glitzernder Asphalt als Fast Black
- 1987: Bill Duke in Predator als Sergeant „Mac“ Eliot
- 1988: Steven Seagal in Nico als  Nico Toscani
- 1988: David Hemblen in Nummer 5 gibt nicht auf als Jones
- 1988: In der Arche ist der Wurm drin als Tiger (Zeichentrick)
- 1989: Sam Elliott in Road House als Wade Garrett
- 1989: Asterix – Operation Hinkelstein als Automatix (Zeichentrick)
- 1990: John Amos in Stirb langsam 2 als Major Grant
- 1990: Steven Seagal in Zum Töten freigegeben als  John Hatcher
- 1991: James Earl Jones in American Cocktail als Bear
- 1992: Steven Seagal in Alarmstufe: Rot als Casey Ryback
- 1992: Lance Henriksen in Alien 3 als Bishop
- 1992: Bruce A. Young in Basic Instinct als Det. Sam Andrews
- 1993: Burt Reynolds in Unser Coach ist der Beste als Jack Robinson
- 1994: Jeff Bridges in Explosiv – Blown Away als James Dove
- 1994: Joaquim de Almeida in Das Kartell als Col. Felix Cortez

### Serien
- 1981–1988: Paul Winchell in Die Schlümpfe als Gargamel (Zeichentrick)
- 1984–1987: Stacy Keach in Mike Hammer als Mike Hammer
- 1985–1989: Avery Brooks in Spenser und Hawk als Hawk
- 1990: Glynn Turman in Trio mit vier Fäusten als Tyrone Diamond
- 1990: Clarence Williams III in Twin Peaks als Agent Roger Hardy
- 1991: Graham Greene in L.A. Law – Staranwälte, Tricks, Prozesse als Wanika
- 1991–1994: Gary Martin in Der Traumstein als Zordrak (Zeichentrick)

## Filmografie
- 1970: Weil ich dich liebe …
- 1971: Du und ich und Klein-Paris
- 1971: Die Pulverprobe (TV)
- 1972: Bettina von Arnim (TV)
- 1975: Das Eiszapfenherz (TV)
- 1976: Heimkehr in ein fremdes Land (TV-Miniserie)
- 1976: Die Leiden des jungen Werthers
- 1978: Über sieben Brücken mußt du gehn (TV)
- 1978: Das unsichtbare Visier: King-Kong-Grippe 1 (TV-Reihe)
- 1978: Polizeiruf 110: Bonnys Blues (TV-Reihe)
- 1979: Der Teufel hat ein Loch im Schuh oder Lessing in Leipzig (TV)
- 1979: Herr Puntila und sein Knecht Matti (TV)
- 1981: Polizeiruf 110: Glassplitter
- 1990: Liebling Kreuzberg, Folge: Ausnahmsweise umsonst (TV-Serie)
- 1990: Neuner
- 1990–1991: Lindenstraße (TV-Serie)

## Theater
- 1973: Bertolt Brecht: Turandot oder der Kongress der Weißwäscher (Student Shi Me) – Regie: Wolfgang Pintzka/Peter Kupke (Berliner Ensemble)
- 1974: Bertolt Brecht: Die Mutter (Wessowschtikow) – Regie: Ruth Berghaus (Berliner Ensemble)
- 1980: Bertolt Brecht: Die Ausnahme und die Regel (Wirt) – Regie: Carlos Medina (Berliner Ensemble)

## Hörspiele
- 1974: Hans-Jürgen Bloch: Hundert Mark für eine Unterschrift (Kalle) – Regie: Joachim Staritz (Hörspielreihe: Tatbestand, Nr. 4 – Rundfunk der DDR)
- 1974: Hans-Jürgen Bloch: Nicht nur tausendjährige Eichen (Junge) – Regie: Joachim Staritz (Hörspiel – Rundfunk der DDR)
- 1974: Herbert Fischer: Autofahrt – Regie: Fritz Göhler (Hörspiel – Rundfunk der DDR)
- 1974: Hans-Ulrich Lüdemann: Blümlein ist gegangen (Dieter Blümlein) – Regie: Fritz Göhler (Hörspiel – Rundfunk der DDR)
- 1976: Hans Bräunlich nach Raymond Chandler: Gefahr ist mein Geschäft – Regie: Werner Grunow (Kriminalhörspiel – Rundfunk der DDR)
- 1978: Helmut Bez: Jutta oder die Kinder von Damutz – Regie: Fritz Göhler (Hörspiel – Rundfunk der DDR)